# Emile Kuri
Emile Kuri (* 11. Juni 1907 in Cuernavaca, Morelos, Mexiko; † 10. Oktober 2000 in Woodland Hills, Los Angeles, Kalifornien) war ein mexikanischer Szenenbildner.

## Leben
Kuri begann seine Karriere Ende der 1930er-Jahre. Zu seinen frühen Arbeiten zählten einige Hopalong Cassidy-Abenteuerfilme mit William Boyd in der Titelrolle. 1945 arbeitete er an Ich kämpfe um dich erstmals mit Alfred Hitchcock zusammen, in den folgenden beiden Jahren wirkte er an Der Fall Paradin und Cocktail für eine Leiche mit. 1946 war er für Frank Capra an dessen Filmklassiker Ist das Leben nicht schön? tätig; auch mit diesem arbeitete er in den folgenden Jahren mehrfach zusammen. 1950 erhielt er seinen ersten Oscar für William Wylers Die Erbin, nachdem er schon 1943 erstmals nominiert gewesen war.
Ab den 1950er Jahren arbeitete Kuri zumeist für Disney; neben der Fernsehserie Disneyland, an der er zwischen 1955 und 1970 mitwirkte, war er an zahlreichen klassischen Disney-Spielfilmen beteiligt. Für die Disney-Adaption von Jules Vernes 20.000 Meilen unter dem Meer erhielt er 1955 seinen zweiten Oscar, zudem war er in diesem Jahr für Robert Wises Die Intriganten nominiert. Weitere Oscar-Nominierungen erhielt er in den nachfolgenden Jahren für die Disney-Produktionen Der fliegende Pauker, Mary Poppins und Die tollkühne Hexe in ihrem fliegenden Bett. Kuri war bei Disney zuletzt Leiter der Ausstattungsabteilung und war neben den Film- und Fernsehproduktionen auch für die Ausstattung der Themenparks verantwortlich. 1972 zog er sich aus dem Filmgeschäft zurück.

## Filmografie (Auswahl)
- 1944: Es geschah morgen (It Happened Tomorrow)
- 1944: Sommerstürme (Summer Storm)
- 1944: Music in Manhattan
- 1945: Ich kämpfe um dich (Spellbound)
- 1946: Ist das Leben nicht schön? (It's a Wonderful Life)
- 1947: Der Fall Paradin (The Paradine Case)
- 1948: Cocktail für eine Leiche (Rope)
- 1948: Der beste Mann (State of the Union)
- 1949: Die Erbin (The Heiress)
- 1949: Diebstahl in Irland (Top o’ the Morning)
- 1950: Stadt im Dunkel (Dark City)
- 1950: Herz in der Hose (Fancy Pants)
- 1950: Irma, das unmögliche Mädchen (My Friend Irma Goes West)
- 1950: Lach und wein mit mir (Riding High) im Abspann nicht genannt
- 1951: Ein Platz an der Sonne (A Place in the Sun)
- 1952: My Son John
- 1952: Carrie
- 1953: Mein großer Freund Shane (Shane)
- 1953: Die Wasserprinzessin (Dangerous When Wet)
- 1954: 20.000 Meilen unter dem Meer (20000 Leagues Under the Sea)
- 1954: Die Intriganten (Executive Suite)
- 1955: Immer Ärger mit Harry (The Trouble with Harry)
- 1956: Zug der Furchtlosen (Westward Ho the Wagons!)
- 1957: Sein Freund Jello (Old Yeller)
- 1961: Der fliegende Pauker (The AbsentMinded Professor)
- 1961: Die Vermählung ihrer Eltern geben bekannt (The Parent Trap)
- 1964: Mary Poppins
- 1968: Ein toller Käfer (The Love Bug)
- 1968: Käpt’n Blackbeards Spuk-Kaschemme (Blackbeard's Ghost)
- 1969: Ein Frechdachs im Maisbeet (Rascal)
- 1971: Die tollkühne Hexe in ihrem fliegenden Bett (Bedknobs and Broomsticks)
- 1972: Es kracht – es zischt – zu seh’n ist nischt (Now You See Him, Now You Don't)

## Auszeichnungen
- 1943: Oscar-Nominierung für Silver Queen
- 1950: Oscar für Die Erbin
- 1953: Oscar-Nominierung für Carrie
- 1955: Oscar für 20.000 Meilen unter dem Meer
- 1955: Oscar-Nominierung für Die Intriganten
- 1962: Oscar-Nominierung für Der fliegende Pauker
- 1965: Oscar-Nominierung für Mary Poppins
- 1972: Oscar-Nominierung für Die tollkühne Hexe in ihrem fliegenden Bett